# Seznam farářů u sv. Václava v Mikulově
Toto je seznam římskokatolických kněží, kteří vykonávali funkci faráře v Mikulově. Po založení mikulovské kapituly většinou funkci faráře vykonával probošt kapituly, kterému pomáhali jednotliví kanovníci.

## Seznam farářů a proboštů v Mikulově po roce 1575
| od   | do   | farář                                 | probošt | další údaje                                   |
| ---- | ---- | ------------------------------------- | ------- | --------------------------------------------- |
| 1575 | 1580 | Pavel Mengen                          |         |                                               |
| 1580 | 1581 | Jan Zachariáš                         |         |                                               |
| 1583 | 1591 | Kryštof Erhard                        |         |                                               |
| 1591 | 1610 | Jiljí Fabricius                       |         |                                               |
| 1610 | 1615 | Ondřej Gessinger                      |         | pozdější kanovník brněnský                    |
| 1615 | 1647 | Jiří Otislav z Kopenic                | 1.      | od roku 1624 1. proboštem mikulovské kapituly |
| 1647 | 1653 | Řehoř Václav Janus                    | 2.      | probošt mikulovské kapituly                   |
| 1653 | 1682 | Matouš Hertranft                      | 3.      | probošt mikulovské kapituly                   |
| 1682 | 1687 | Wolfgang Zikmund Fischer              | 4.      | probošt mikulovské kapituly                   |
| 1687 | 1694 | Ignác Wohlhaubter                     | 5.      | probošt mikulovské kapituly                   |
| 1694 | 1714 | Petr Reharmont                        | 6.      | probošt mikulovské kapituly                   |
| 1714 | 1727 | Jakub František Tilscher              | 7.      | probošt mikulovské kapituly                   |
| 1727 | 1732 | Ondřej Josef Krumpholz                | 8.      | probošt mikulovské kapituly                   |
| 1732 | 1746 | Jan Jakub Tilscher z Rosenheimu       | 9.      | probošt mikulovské kapituly                   |
| 1746 | 1761 | Jan Jakub Cecchotti z Ehrensbergu     | 10.     | probošt mikulovské kapituly                   |
| 1761 | 1773 | František Filip Inzaghi               | 11.     | probošt mikulovské kapituly                   |
| 1773 | 1774 | Jan Hauschild                         |         |                                               |
| 1774 | 1779 | František Aschbauer                   |         |                                               |
| 1779 | 1784 | Klement Kratochvíl                    |         |                                               |
| 1784 | 1809 | Mikuláš Dufour z Vionny               | 13.     | probošt mikulovské kapituly                   |
| 1809 | 1813 | Josef František Truchsess z Waldburgu | 14.     | probošt mikulovské kapituly                   |
| 1815 | 1843 | Řehoř Norbert Korber z Korbornu       | 15.     | probošt mikulovské kapituly                   |
| 1843 | 1849 | Vincenc Weintridt                     | 16.     | probošt mikulovské kapituly                   |
| 1849 | 1861 | Antonín Friedel                       | 17.     | probošt mikulovské kapituly                   |
| 1861 | 1886 | Augustin Bartenstein                  | 18.     | probošt mikulovské kapituly                   |
| 1886 | 1909 | Karel Landsteiner                     | 19.     | probošt mikulovské kapituly                   |
| 1909 | 1914 | Karel Menshengen                      | 20.     | probošt mikulovské kapituly                   |
| 1914 | 1933 | Emanuel Waldstein-Wartenberg          | 21.     | probošt mikulovské kapituly                   |
| 1934 | 1944 | František Linke                       | 22.     | probošt mikulovské kapituly                   |
| 1945 | 1971 | František Drábek                      | 23.     | probošt mikulovské kapituly (od r. 1948)      |
| 1971 | 1999 | Vladimír Nováček                      | 24.     | probošt mikulovské kapituly                   |
| 1999 | 2010 | Stanislav Krátký                      | 25.     | probošt mikulovské kapituly                   |
| 2010 | 2011 | Karel Janoušek                        |         |                                               |
| 2011 | 2012 | Oldřich Chocholáč                     |         |                                               |
| 2012 |      | Pavel Pacner                          | 26.     | probošt mikulovské kapituly                   |